# 住谷春也
住谷 春也（すみや はるや、1931年〈昭和6年〉2月5日 - 2024年〈令和6年〉6月9日）は、日本のルーマニア文学者。
ミルチャ・エリアーデやミルチャ・カルタレスクの翻訳を手掛けた。

## 人物・来歴
群馬県生まれ。
旧制松本高校文科乙類（ドイツ語選択）在学中に 原口統三『二十歳のエチュード』に感銘を受けフランス語を学ぶ。1953年東京大学文学部フランス文学科卒。出版社（学研など）勤務のかたわら、直野敦東京大学名誉教授に師事しルーマニア文学研究を志し、1986年から1990年までルーマニア在住、ブカレスト大学文学部博士課程修了。1989年、反チャウシェスク民衆蜂起をバリケードの内側から見て手記を<Romania literara>1989最終第52号に発表。帰国後ルーマニア文学の翻訳公刊に専念する。
1985年のリビウ・レブリャーヌ『大地への祈り』で日本翻訳家協会文学部門最優秀賞を受賞。2004年、ルーマニア文化功労コマンドール勲章受章。2007年、ナサウド市（ルーマニア）名誉市民。
2024年6月9日にがんのため前橋市の自宅で逝去。93歳没。
2025年、第45回日本SF大賞功績賞を受賞。SFプロパーではない翻訳家としては、同賞の初の受賞。

## 親族
大叔父に内村鑑三が盟友とする個人雑誌『聖化』刊行者住谷天来、伯父に経済学史研究家で元同志社総長住谷悦治をもつ。
経済学者で立教大学名誉教授の住谷一彦、社会福祉学者で同志社大学名誉教授の住谷磬は、いずれも悦治の子であり、春也のいとこにあたる。

## 翻訳
- 『東欧民話集 ルーマニアの民話』直野敦共訳編 恒文社 1978
- リビウ・レブリャーヌ『大地への祈り』恒文社 1985
- ミルチャ・エリアーデ『ホーニヒベルガー博士の秘密』直野敦共訳　福武文庫 1990
- イオン・ミハイ・パチェパ『赤い王朝 チャウシェスク独裁政権の内幕』恒文社 1993
- エリアーデ『19本の薔薇』作品社 1993
- エリアーデ『令嬢クリスティナ』作品社 1995
- エリアーデ『妖精たちの夜』作品社 1996
- リビウ・レブリャーヌ『処刑の森』恒文社 1997
- ザハリア・スタンク『ジプシーの幌馬車』恒文社 1997
- エリアーデ『マイトレイ』作品社 1999／河出書房新社〈世界文学全集〉2009
- 『エリアーデ幻想小説全集』全3巻 直野敦共訳　作品社 2003-2005
- 『私たちの間に 時間 アデラ・ポペスク詩集』未知谷 2003
- 『バラーダ ルーマニア口承物語詩』シルヴィウ・バイアシュ挿絵 未知谷 2008
- 『迷宮の試煉 エリアーデ自身を語る』聞き手クロード-アンリ・ロケ（フランス語版） 作品社 2009。NCID BA88725136
- ミルチャ・カルタレスク『ぼくらが女性を愛する理由』 松籟社 2015
- ギョルゲ・ササルマン『方形の円』東京創元社、2019、創元SF文庫、2023
- パウル・ゴマ『ジュスタ』松籟社、2020
- カルタレスク『ノスタルジア』作品社、2021

※以下はアンソロジーから
- バルブ「日曜日の昼食」／ポペスク「沙漠の下の海」、『世界短編名作集・東欧編』新日本出版社 1979
- ロゴズ「時空への脱走」／アラーマ「アイクサよ永遠なれ」、『東欧SF傑作集』東京創元社 1980
- ロゴズ「確率神の祭壇」、『異邦からの眺め』早川書房 1981
- ミハエスク『夢』-『東欧怪談集』沼野充義編、河出文庫 1995、新版2020
- オナ「私と犬」、ブルンチェアヌ「女性成功者」、『時間は誰も待ってくれない』東京創元社 2012

※以下は雑誌での訳出
- ササルマン「アルジャーノンの脱走」＜SFマガジン＞1982・2月号。
- コーリン「蛙」＜SFマガジン＞1982・11月号
- ウルムズ「奇妙なページ」＜幻想文学＞2003・第67号
- カルタレスク「建築士」＜SFファンジン＞2012・8月号。同人誌（難波弘之：主催）